# Wollefslach

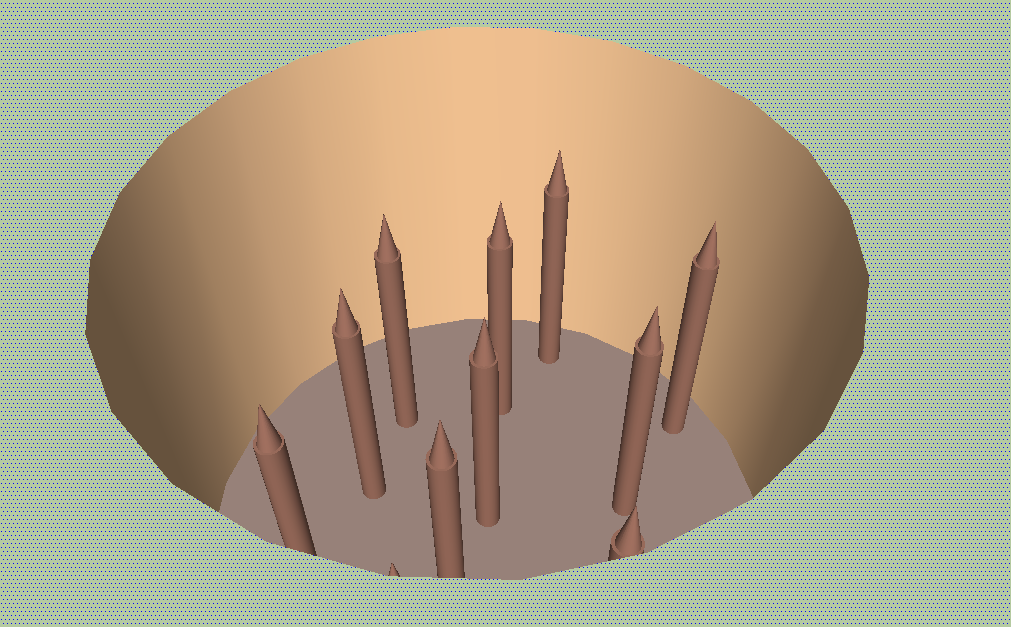
Symbolbild für eine Form der Wolfskuhle

Das Wollefslach war eine Wolfskuhle, eine Fangeinrichtung für Wölfe. Die Wolfskuhle liegt in der Nähe der Ortschaft Schweich (luxemburgisch Schweech, französisch Schweich) in der Gemeinde Beckerich im Kanton Redingen in Luxemburg. Es ist dies die letzte bekannte erhaltene Wolffangeinrichtung in Luxemburg und ist als eine registrierte archäologisch interessante Stätte im Antrag des luxemburgischen Kulturministeriums unter Schutz gestellt.

## Name
Wollef bedeutet in der luxemburgischen Sprache ‚Wolf‘. Lach bedeutet ‚Loch‘. Wollefslach somit ‚Wolfsloch‘. Die Existenz von Wolfskuhlen spiegelt sich auch noch in heutigen Orts- und Flurnamen in Luxemburg wider. Das Centre national de recherche archéologique in Luxemburg hat rund 140 Ortsbezeichnungen mit dem Wortstamm „Wolf“ in Luxemburg ausfindig gemacht (z. B. Wollefslach, Wollefskaul oder Wollefsgräecht).

## Funktion, Lage, Größe
Wer diese Wolfskuhle angelegt hat, ist heute nicht mehr bekannt. Die Wolfskuhle wurde mit Ästen, Reisig oder ähnlichem, losem Naturmaterial abgedeckten und getarnten (Fallgrube), in die das Tier hinab stürzen sollte. Die Fallgrube konnte sowohl zum Lebendfang als auch mittels angespitzter Pfähle zum direkten Töten des Tieres genutzt werden. Zum Fang wurde in einer weiteren Variante ein Opfertier, zum Beispiel ein Schaf, als Köder verwendet, das die Raubtiere anlocken sollte. Welche Variante bei der hier vorliegenden Wolfskuhle angewandt wurde, ist noch nicht erforscht.
Die Wolfskuhle ist etwa fünf mal sieben Meter groß und liegt mitten in einem Wald.